# Evy Berggren
Pour les articles homonymes, voir Berggren et Westerberg.
Evy Margareta Berggren-Westerberg, née le 16 juin 1934 à Skellefteå et morte le 5 décembre 2018, est une gymnaste artistique suédoise. 

## Palmarès

### Jeux olympiques
- Melbourne 1956
  -  médaille d'argent aux exercices d'ensemble avec agrès portatifs par équipes

- Helsinki 1952
  -  médaille d'or aux exercices d'ensemble avec agrès portatifs par équipes

### Championnats du monde
- Bâle 1950
  -  médaille d'or par équipes
- Rome 1954
  -  médaille de bronze au saut de cheval